# Bulgária nos Jogos Olímpicos de Inverno de 2014
A Bulgária participou dos Jogos Olímpicos de Inverno de 2014, realizados na cidade de Sóchi, na Rússia. Foi a décima nona aparição do país em Olimpíadas de Inverno.

## Desempenho

### Biatlo
Feminino
| Atleta              | Evento     | Final   | Final       | Final   |
| Atleta              | Evento     | Tempo   | Penalidades | Posição |
| ------------------- | ---------- | ------- | ----------- | ------- |
| Desislava Stoyanova | Velocidade | 23:48.1 | 2 (1+1)     | 61º     |
| Desislava Stoyanova | Individual | 54:41.1 | 6 (1+2+0+3) | 72º     |

Masculino
| Atleta                                                      | Evento      | Final     | Final       | Final   |
| Atleta                                                      | Evento      | Tempo     | Penalidades | Posição |
| ----------------------------------------------------------- | ----------- | --------- | ----------- | ------- |
| Krasimir Anev                                               | Velocidade  | 26:28.0   | 3 (3+0)     | 49º     |
| Krasimir Anev                                               | Perseguição | 38:47.6   | 5 (0+1+3+1) | 48º     |
| Krasimir Anev                                               | Individual  | 53:30.3   | 2 (0+0+2+0) | 36º     |
| Vladimir Iliev                                              | Velocidade  | 26:55.9   | 4 (2+2)     | 60º     |
| Vladimir Iliev                                              | Perseguição | 39:44.6   | 7 (3+1+2+1) | 55º     |
| Vladimir Iliev                                              | Individual  | 53:52.6   | 3 (2+0+0+1) | 39º     |
| Miroslav Kenanov                                            | Individual  | 58:01.1   | 1 (0+0+1+0) | 75º     |
| Michail Kletcherov                                          | Velocidade  | 27:13.6   | 2 (1+1)     | 70º     |
| Michail Kletcherov                                          | Individual  | 56:41.8   | 2 (0+0+1+1) | 68º     |
| Ivan Zlatev                                                 | Velocidade  | 27:48.5   | 2 (1+1)     | 76º     |
| Krasimir Anev Vladimir Iliev Michail Kletcherov Ivan Zlatev | Revezamento | 1:17:38.4 | 10 (2+8)    | 15º     |

### Esqui alpino
Feminino
| Atleta        | Evento         | Descida 1 | Descida 2 | Total   | Pos. |
| ------------- | -------------- | --------- | --------- | ------- | ---- |
| Maria Kirkova | Slalom         | 1:02.33   | DNF       | DNF     | DNF  |
| Maria Kirkova | Slalom gigante | 1:24.11   | 1:23.48   | 2:47.59 | 36º  |

Masculino
| Atleta           | Evento         | Descida 1 | Descida 2 | Total   | Pos. |
| ---------------- | -------------- | --------- | --------- | ------- | ---- |
| Nikola Chongarov | Downhill       |           |           | 2:12.57 | 38º  |
| Nikola Chongarov | Combinado      | 1:58.68   | 53.73     | 2:52.41 | 23º  |
| Nikola Chongarov | Slalom         | 51.12     | DNF       | DNF     | DNF  |
| Nikola Chongarov | Super-G        |           |           | 1:22.59 | 39º  |
| Georgi Georgiev  | Downhill       |           |           | 2:12.49 | 36º  |
| Georgi Georgiev  | Combinado      | 1:57.69   | DNF       | DNF     | DNF  |
| Georgi Georgiev  | Slalom         | DNF       | DNF       | DNF     | DNF  |
| Georgi Georgiev  | Super-G        |           |           | 1:22.72 | 41º  |
| Stefan Prisadov  | Slalom         | DNF       | DNF       | DNF     | DNF  |
| Stefan Prisadov  | Slalom gigante | DNF       | DNF       | DNF     | DNF  |

### Esqui cross-country
Feminino
| Atleta                     | Evento           | Qualificatória | Qualificatória | Quartas-de-final  | Quartas-de-final | Semifinal      | Semifinal   | Final       | Final       |
| Atleta                     | Evento           | Tempo          | Pos.           | Tempo             | Pos.             | Tempo          | Pos.        | Tempo       | Pos.        |
| -------------------------- | ---------------- | -------------- | -------------- | ----------------- | ---------------- | -------------- | ----------- | ----------- | ----------- |
| Antoniya Grigorova-Burgova | 15 km skiathlon  |                |                | Clássico: 22:12.5 | 57º              | Livre: 21:40.9 | 51º         | 44:27.9     | 56º         |
| Antoniya Grigorova-Burgova | Largada coletiva |                |                |                   |                  |                |             | 1:23:05.6   | 50º         |
| Antoniya Grigorova-Burgova | Velocidade       | 2:54.31        | 60º            | Não avançou       | Não avançou      | Não avançou    | Não avançou | Não avançou | Não avançou |
| Teodora Malcheva           | Largada coletiva |                |                |                   |                  |                |             | DNF         | DNF         |
| Teodora Malcheva           | Velocidade       | 2:49.66        | 54º            | Não avançou       | Não avançou      | Não avançou    | Não avançou | Não avançou | Não avançou |

Masculino
| Atleta                        | Evento                 | Qualificatória | Qualificatória | Quartas-de-final  | Quartas-de-final | Semifinal      | Semifinal   | Final       | Final       |
| Atleta                        | Evento                 | Tempo          | Pos.           | Tempo             | Pos.             | Tempo          | Pos.        | Tempo       | Pos.        |
| ----------------------------- | ---------------------- | -------------- | -------------- | ----------------- | ---------------- | -------------- | ----------- | ----------- | ----------- |
| Andrey Gridin                 | 30 km skiathlon        |                |                | Clássico: 39:56.3 | 58º              | Livre: 35:11.9 | 53º         | 1:15:44.7   | 57º         |
| Andrey Gridin                 | Largada coletiva       |                |                |                   |                  |                |             | 1:51:41.7   | 41º         |
| Andrey Gridin                 | Velocidade             | 3:50.57        | 64º            | Não avançou       | Não avançou      | Não avançou    | Não avançou | Não avançou | Não avançou |
| Veselin Tzinzov               | 15 km clássico         |                |                |                   |                  |                |             | 42:06.3     | 41º         |
| Veselin Tzinzov               | 30 km skiathlon        |                |                | Clássico: 39:01.1 | 57º              | Livre: 34:40.1 | 49º         | 1:14:12.0   | 53º         |
| Veselin Tzinzov               | Largada coletiva       |                |                |                   |                  |                |             | DNF         | DNF         |
| Andrey Gridin Veselin Tzinzov | Velocidade por equipes |                |                |                   |                  | 25:11.06       | 10º         | Não avançou | Não avançou |

### Luge
Masculino
| Atleta           | Evento     | Final      | Final      | Final      | Final      | Final    | Final |
| Atleta           | Evento     | 1ª corrida | 2ª corrida | 3ª corrida | 4ª corrida | Total    | Pos.  |
| ---------------- | ---------- | ---------- | ---------- | ---------- | ---------- | -------- | ----- |
| Stanislav Benyov | Individual | 55.040     | 55.006     | 54.558     | 54.476     | 3:39.080 | 38º   |

### Salto de esqui
Masculino
| Atleta             | Evento                  | Preliminar | Preliminar | Primeira rodada | Primeira rodada | Final       | Final       | Final       |
| Atleta             | Evento                  | Pontos     | Pos.       | Pontos          | Pos.            | Pontos      | Total       | Pos.        |
| ------------------ | ----------------------- | ---------- | ---------- | --------------- | --------------- | ----------- | ----------- | ----------- |
| Vladimir Zografski | Pista normal individual | 97.8       | 43º        | Não avançou     | Não avançou     | Não avançou | Não avançou | Não avançou |
| Vladimir Zografski | Pista longa individual  | 87.9       | 39º        | 89.3            | 47º             | Não avançou | Não avançou | Não avançou |

### Snowboard
Feminino
| Atleta             | Evento          | Preliminar | Preliminar | Quartas | Semifinal | Final   | Final |
| Atleta             | Evento          | Tempo      | Pos.       | Posição | Posição   | Posição | Pos.  |
| ------------------ | --------------- | ---------- | ---------- | ------- | --------- | ------- | ----- |
| Aleksandra Zhekova | Snowboard cross | 1:24.29    | 11ª        | 2ª      | 2ª        | 5ª      | 5ª    |

Masculino
| Atleta          | Evento                  | Preliminar | Preliminar | Oitavas          | Quartas          | Semifinal        | Final            | Final       |
| Atleta          | Evento                  | Tempo      | Pos.       | Adversário Tempo | Adversário Tempo | Adversário Tempo | Adversário Tempo | Pos.        |
| --------------- | ----------------------- | ---------- | ---------- | ---------------- | ---------------- | ---------------- | ---------------- | ----------- |
| Radoslav Yankov | Slalom paralelo         | 1:00.24    | 21º        | Não avançou      | Não avançou      | Não avançou      | Não avançou      | Não avançou |
| Radoslav Yankov | Slalom gigante paralelo | 1:42.08    | 25º        | Não avançou      | Não avançou      | Não avançou      | Não avançou      | Não avançou |

Legenda
| Recorde mundial      | Recorde mundial (World record)               |                       | Recorde africano                      | Recorde africano (African) |                                           | Q | Classificado por posição (Qualified) |
| Recorde olímpico     | Recorde olímpico (Olympic record)            | Recorde da América    | Recorde da América (Americas)         | q                          | Classificado por melhor tempo (Qualified) |   |                                      |
| Melhor marca do ano  | Melhor marca do ano (World leading)          | Recorde asiático      | Recorde asiático (Asian)              | DNS                        | Não largou (Did not start)                |   |                                      |
| Recorde nacional     | Recorde nacional (National record)           | Recorde europeu       | Recorde europeu (European)            | DNF                        | Não terminou (Did not finish)             |   |                                      |
| Recorde pessoal      | Recorde pessoal do atleta (Personal best)    | Recorde da Oceania    | Recorde da Oceania (Oceania)          | DSQ / DQ                   | Desclassificado (Disqualified)            |   |                                      |
| Recorde da temporada | Recorde da temporada do atleta (Season best) | Recorde sul-americano | Recorde sul-americano (South America) | NM                         | Sem marca (No mark)                       |   |                                      |